# Reto Lamm
Reto Lamm (* 11. August 1970 in Samedan) ist ein Schweizer Freestyle-Snowboarder, der den 1. Air & Style Contest mit einem Frontflip gewann.

## Biographie
Reto Lamm entstammt einer grossen Schweizer Familie, welche sich sehr stark für Wintersport interessierte und einsetzte. Mit 15 begann er zu Snowboarden und mit 19 startete er seine Profikarriere. Im Laufe seiner Karriere hat Reto Lamm einige Erfolge im Freestyle-Snowboardbereich zu verzeichnen. Er ist Inhaber des Montanara Workshops in der Schweiz und arbeitet für verschiedene Snowboardfirmen (u. a. für die Ticket to Ride World Snowboard Tour als Präsident) hinter den Kulissen und koordiniert den Nissan X-Trail Jam Contest in Tokio (Japan), welcher als mittlerweile grösste Veranstaltung im Freestyle-Snowboardbereich gilt.

## Leistungen
- Schweizer Meister, Halfpipe
- ISF Weltcupsieger, Halfpipe, (1995)
- Air & Style Contest, Sieg, Straight Jump (1994) (Front Flip)